# Rally Trophy
Rally Trophy (рус. «Ралли трофи») — компьютерная игра в жанре реалистичного автомобильного симулятора ралли, разработанная финской компанией Bugbear Entertainment. Международным издателем является компания JoWooD Productions. В России в качестве издателя и локализатора выступила компания «Руссобит-М».

## Игровой процесс
Игра представляет собой симулятор гонок ралли; заезды из пункта A в пункт B, с прохождением контрольных точек, размещенных на разных этапах трассы, проходят на пересёченной местности. 

 Всего в игре представлено 42 трассы, которые находятся в пяти различных странах: России, Финляндии, Швейцарии, Кении и Швеции. Реализовано несколько типов дорожного покрытия, включая гравий, грязь, асфальтобетон и пр. Соревнования происходят в разную погоду и разное время суток.
В качестве болидов, представлены как правило «классические» модели: Mini Cooper 1275S, Saab 96 V4, Lancia Stratos, Alfa Romeo Giulia GTA, Volvo Amazon, Fiat 600 Abarth, Opel Kadett, Lancia Fulvia, Ford Cortina, Ford Escort MK1 RS2000 и Alpine A110. При моделировании автомобилей учитывались их реальные физические характеристики и свойства управления. Автомобили могут деформироваться в результате столкновений. Характерное звуковое сопровождение мотора записывалось в студии с доставленных туда реальных болидов.
Как и во всех играх данного жанра, управление осуществляется при помощи клавиатуры и мыши, однако поддерживается также и компьютерный руль. Помимо однопользовательского режима реализована многопользовательский по локальной сети.

## Рецензии
| Сводный рейтинг       | Сводный рейтинг |
| Агрегатор             | Оценка          |
| --------------------- | --------------- |
| GameRankings          | 81,88 %         |
| MobyRank              | 82 / 100        |
| Иноязычные издания    |                 |
| Издание               | Оценка          |
| AllGame               | [ 5 ]           |
| CVG                   | 8 / 10          |
| Eurogamer             | 7 / 10          |
| Русскоязычные издания |                 |
| Издание               | Оценка          |
| «Домашний ПК»         | 87 / 100        |
| «Игромания»           | 8,0 / 10        |
| «Страна игр»          | 7,0 / 10        |

### Зарубежные издания
Согласно статистике оценок на сайте «Metacritic», «Rally Trophy» получила общую оценку 82% из 100% (на основе рецензий в профильной прессе) и 9.2 из 10-ти на основе оценок игроков.

 Так, сайт «GameZone», оценивший в своем обзоре игру в 90%, положительно отметил проработку автомобилей и трасс, а также общий качественный технологический уровень. Популярный международный журнал «PC Gamer» поставил игре 89%, хорошо оценив реалистичность игры. «Одной из лучших игр в своем жанре» назвал игру известный англоязычный сайт «GameSpot», который поставил игре оценку 8.7 баллов из 10-ти (что соответствует 87%).
Положительную оценку в 80% поставили игре такие печатные издания, как «Computer Gaming World» и «Computer Games Magazine», а также сайты «Yahoo! Games» и «Gamer's Pulse». В целом хорошую рецензию написал на игру и сайт «IGN»; журналист оценил «Rally Trophy» в 7.6 баллов из десяти. В 7 из 10 оценил игру и сайт «Eurogamer».

### Русскоязычные издания
Русский журнал «Game.EXE» следующим образом оценил игру по различным параметрам: графика — 5; сюжет — 4,7; музыка — 3,1; звук — 4,5; управление —  4,5; интересность — 5 из 5. Обзор завершается следующими словами:

Rally Trophy действительно производит неизгладимое впечатление. Графикой. Глубокой выдержкой эстетики: здесь и подборка звездных раллийных машин, и убедительная физика, и вылощенные до блеска маршруты. (...) Баланс позволяет триумфально пройти чемпионат насквозь в течение одного дня — как только демонстрируешь невидимым судьям достаточную степень владения спортивным автомобилем. Наградой гордому собой чемпиону станет эксклюзивный уровень сложности и три безжалостных к пилоту призовых раллийных болида. 

В 55% из 100% с припиской «средненько» оценил Rally Trophy сайт Absolute Games. По мнению рецензента, игра «возлагаемых на неё надежд не оправдала»; в негативном ключе была описана модель управления автомобилями и игровая графика.